# Bluford
Bluford is een plaats (village) in de Amerikaanse staat Illinois, en valt bestuurlijk gezien onder Jefferson County.

## Demografie
Bij de volkstelling in 2000 werd het aantal inwoners vastgesteld op 785.
In 2006 is het aantal inwoners door het United States Census Bureau geschat op 774, een daling van 11 (-1,4%).

## Geografie
Volgens het United States Census Bureau beslaat de plaats een oppervlakte van
3,8 km², geheel bestaande uit land. Bluford ligt op ongeveer 161 m boven zeeniveau.

## Plaatsen in de nabije omgeving
De onderstaande figuur toont nabijgelegen plaatsen in een straal van 20 km rond Bluford.